# Moses-von-Choren-Medaille

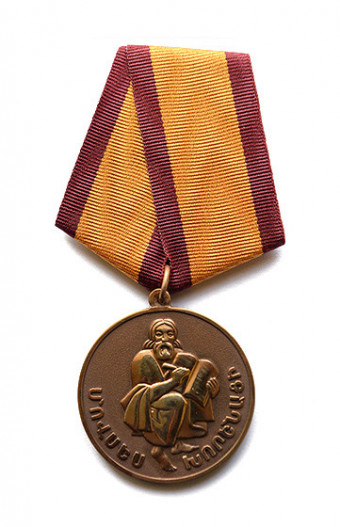
Die Moses-von-Choren-Medaille besteht aus zwei Teilen: einem Aufhänger und einer daran befestigten Scheibe mit einem Durchmesser von 35 mm mit Movses Khorenatsi in der Mitte

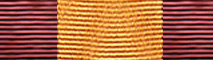
Das Band der Moses-von-Choren-Medaille

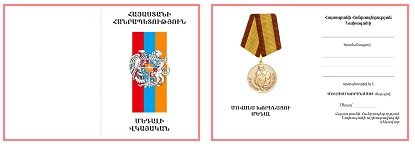
Zertifikat der Moses-von-Choren-Medaille

Die Moses-von-Choren-Medaille oder Mowses-Chorenazi-Medaille (armenisch Մովսես Խորենացու մեդալ) ist Armeniens höchster Kulturpreis. Benannt wurde sie nach Moses von Choren, einem spätantiken armenischen Historiker. Sie besteht aus einer speziellen Kupferlegierung und wird durch Stanzen hergestellt. Sie wird vom Präsidenten Armeniens an Personen übergeben, die maßgeblich zur Förderung der armenischen Kultur beigetragen haben. Laut Gesetz wird die Moses-von-Choren-Medaille seit 1993 für herausragende Leistungen in den Bereichen armenische Kultur, Kunst, Literatur, Bildung und Geisteswissenschaften und seit dem 9. August 2008 auch für herausragende Leistungen in den Bereichen Sozialwissenschaften und Sport verliehen. Von 2008 bis 2015 wurde während der Regierungszeit des armenischen Präsidenten Sersch Sargsjan die Auszeichnung an 316 Männer und 157 Frauen vergeben, von denen 336 armenische Staatsbürger waren.

## Preisträger (Auswahl) und Jahr der Verleihung
- 2006: Saro Galentz
- 2009: Geghuni Tschittschjan
- 2009: Hasmik Vostanik
- 2011: Robert Howhannisjan
- 2011: Sergej Movsesjan
- 2011: Richard Jeranian
- 2012: Arman Nur
- 2012: David Haladjian
- 2013: Werschine Swasljan
- 2015: Sahan Arzruni
- 2016: Maria Gambarjan